# Albert Demuyser

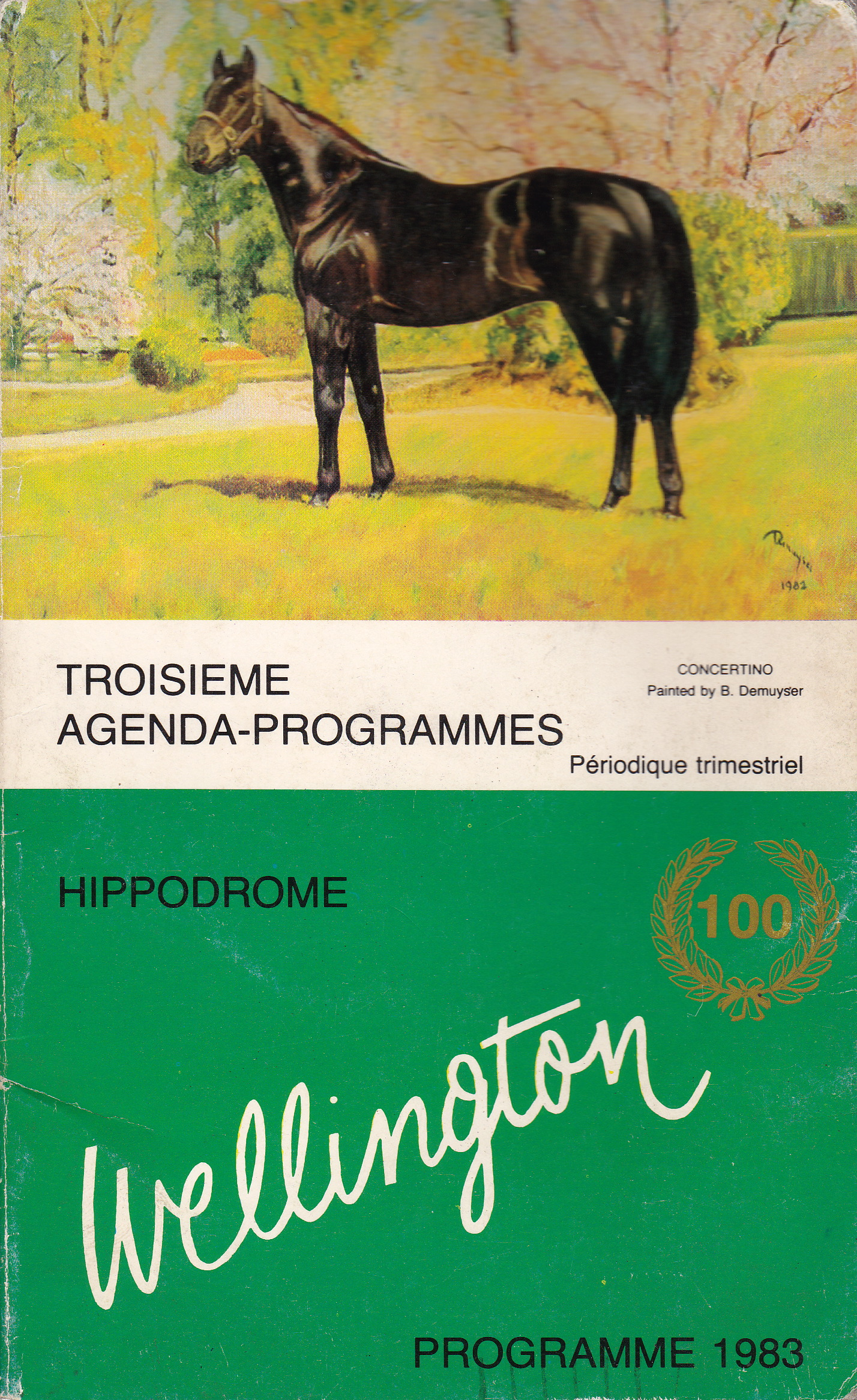

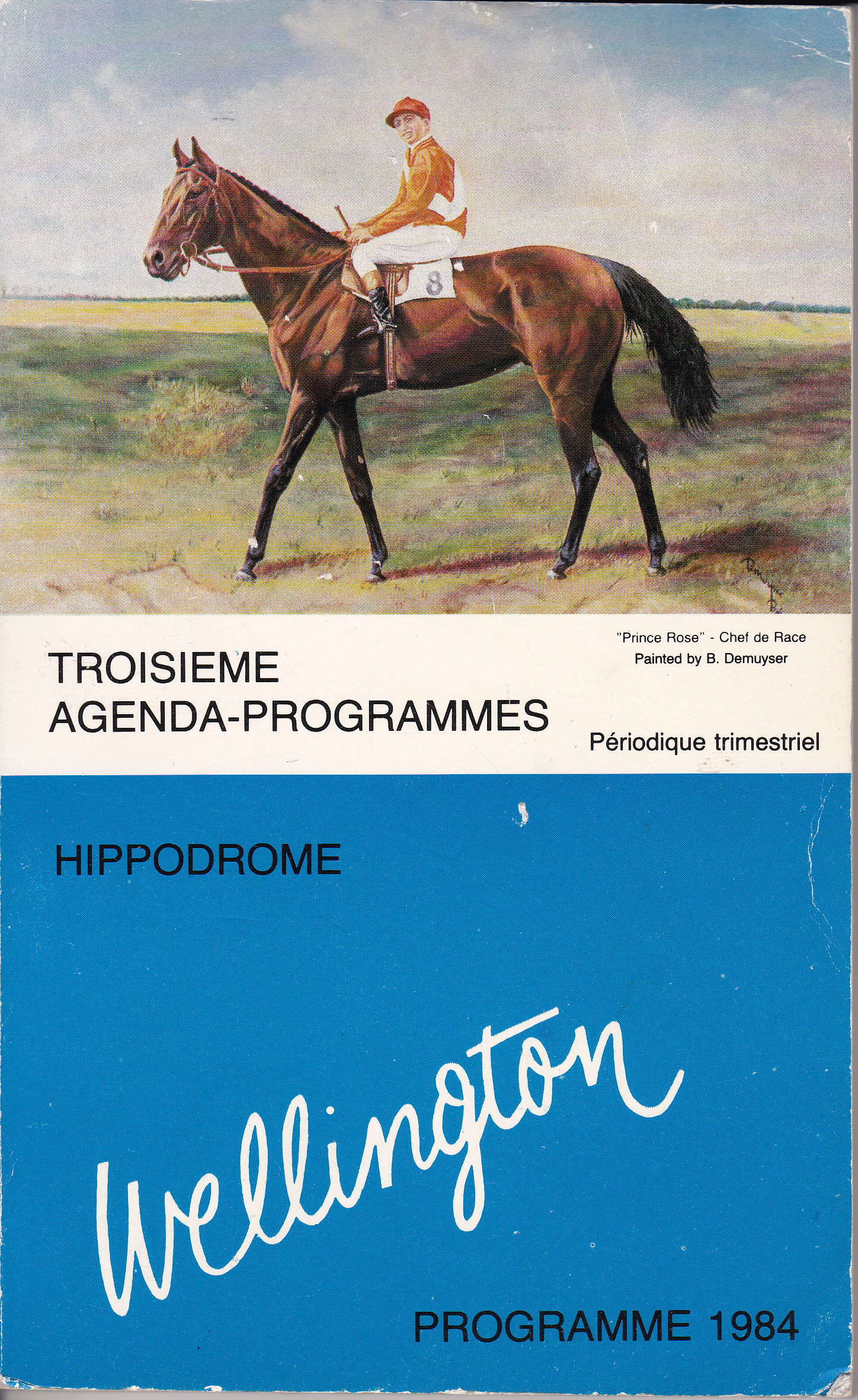

Albert Joseph Leon Demuyser, detto Bob (Laeken, 3 settembre 1920 – Uccle, 15 giugno 2003), è stato un pittore belga autodidatta, il cui soggetto preferito erano i cavalli.

## Carriera artistica

### 1980 - 1983
Norcliffe  - Gap of Dunloe - Sharpman - Trepan - Sharafaz - Raja Baba - Vitriolic - Étalon Anglais - Le Laboureur - Playfull River (1982) - Our Talisman - Top Command - Hawkin's Special - Shirley Heights (1982) - Cadoudal - Concertino - Assert (1982) - Is It Safe - Peire (1983) - Never have Mercy - Northern Baby (1983) - Toscanito
Firma: Demuyser 

### 1984 - 1997
Realm Sound - Gap of Dunloe - Prince Rose - Rare Stone - North Jet - Noblequest (1985) - Wouter Raphorst - Chief Singer (1985) - Hegor The Horrible - Lou Piguet - Flash of Steel - Crystal So - Mr. Paganini - Northern Sound - Master Reef - Danehill's foal - Le Labrador - Knight Moves (1993) - Daggers drawn (1997) - Garuda (Yearling) - Crying Knight - The farrier - Be My Best
Firma: Demuyser Bob 

## Galleria d'immagini

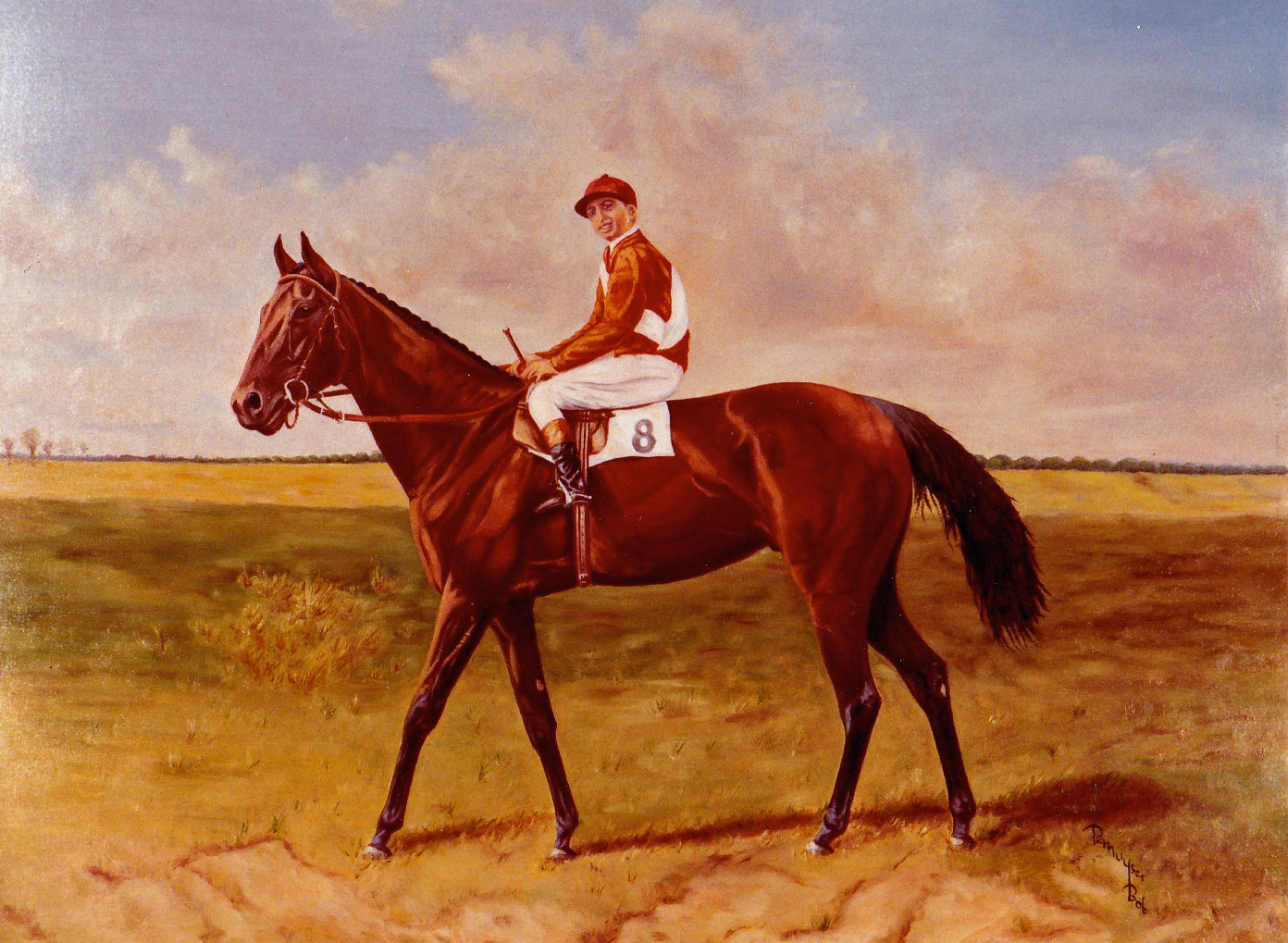
Prince Rose, olio su tela
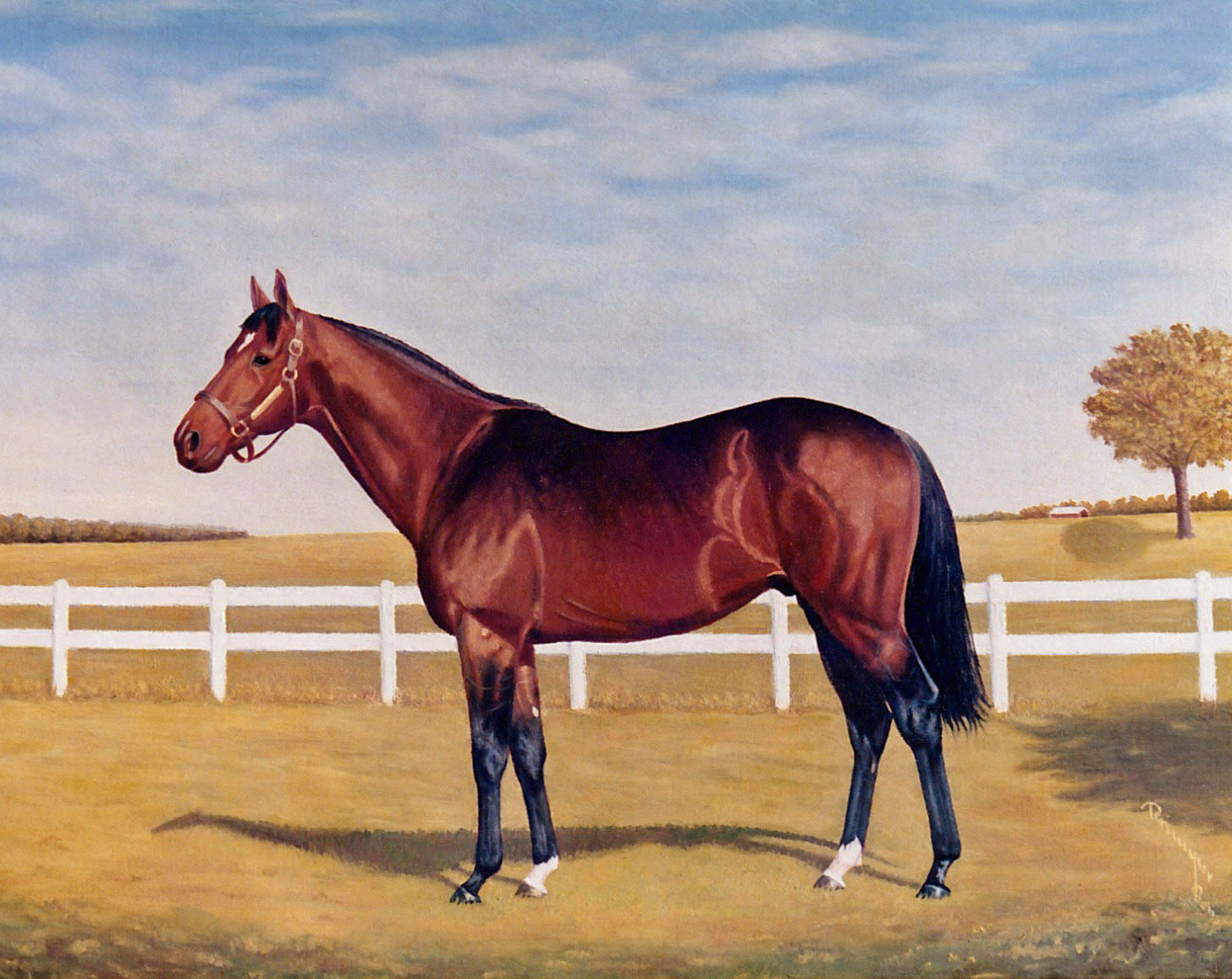
Lou Piguet, olio su tela
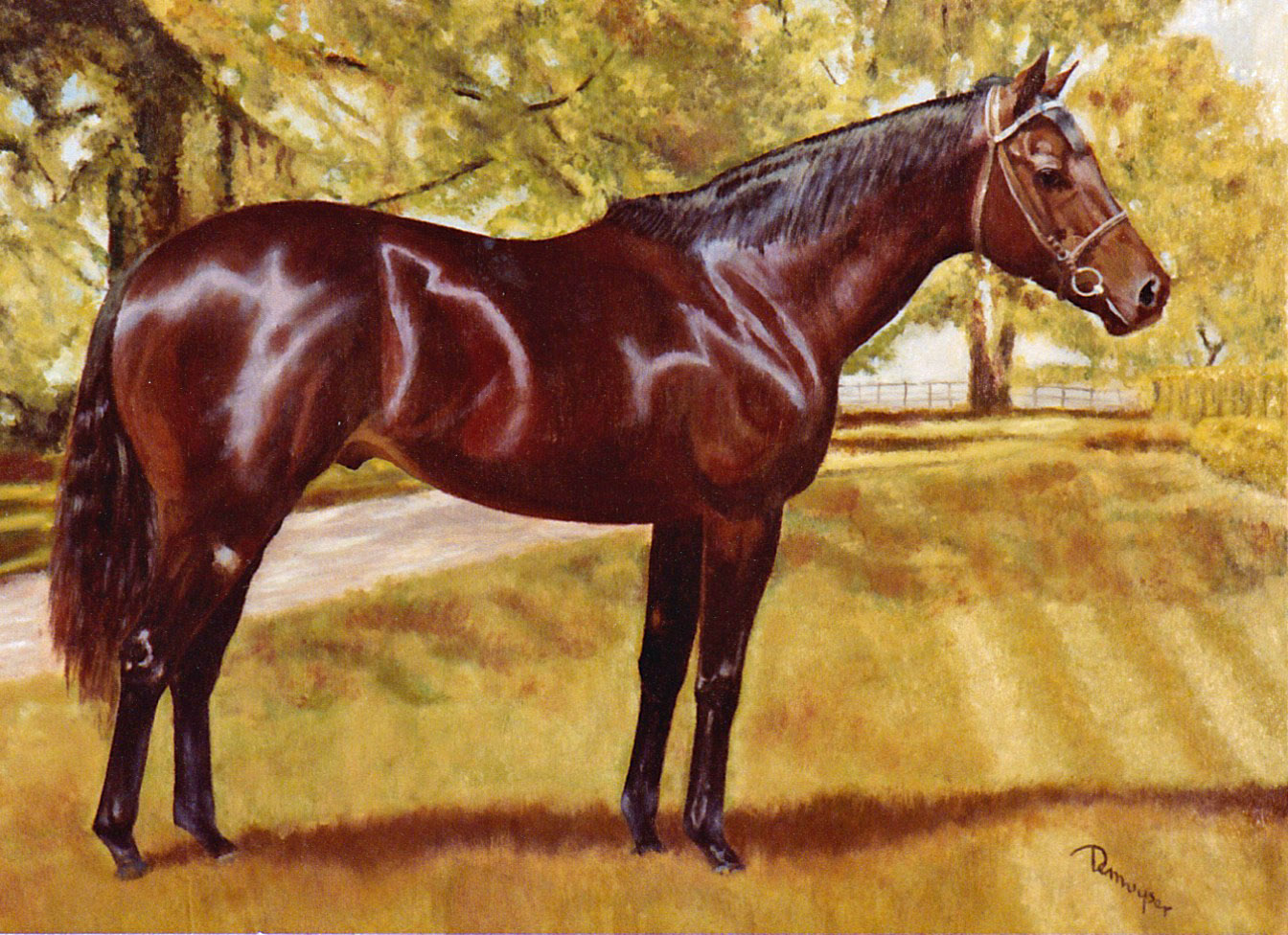
Our Talisman, olio su tela
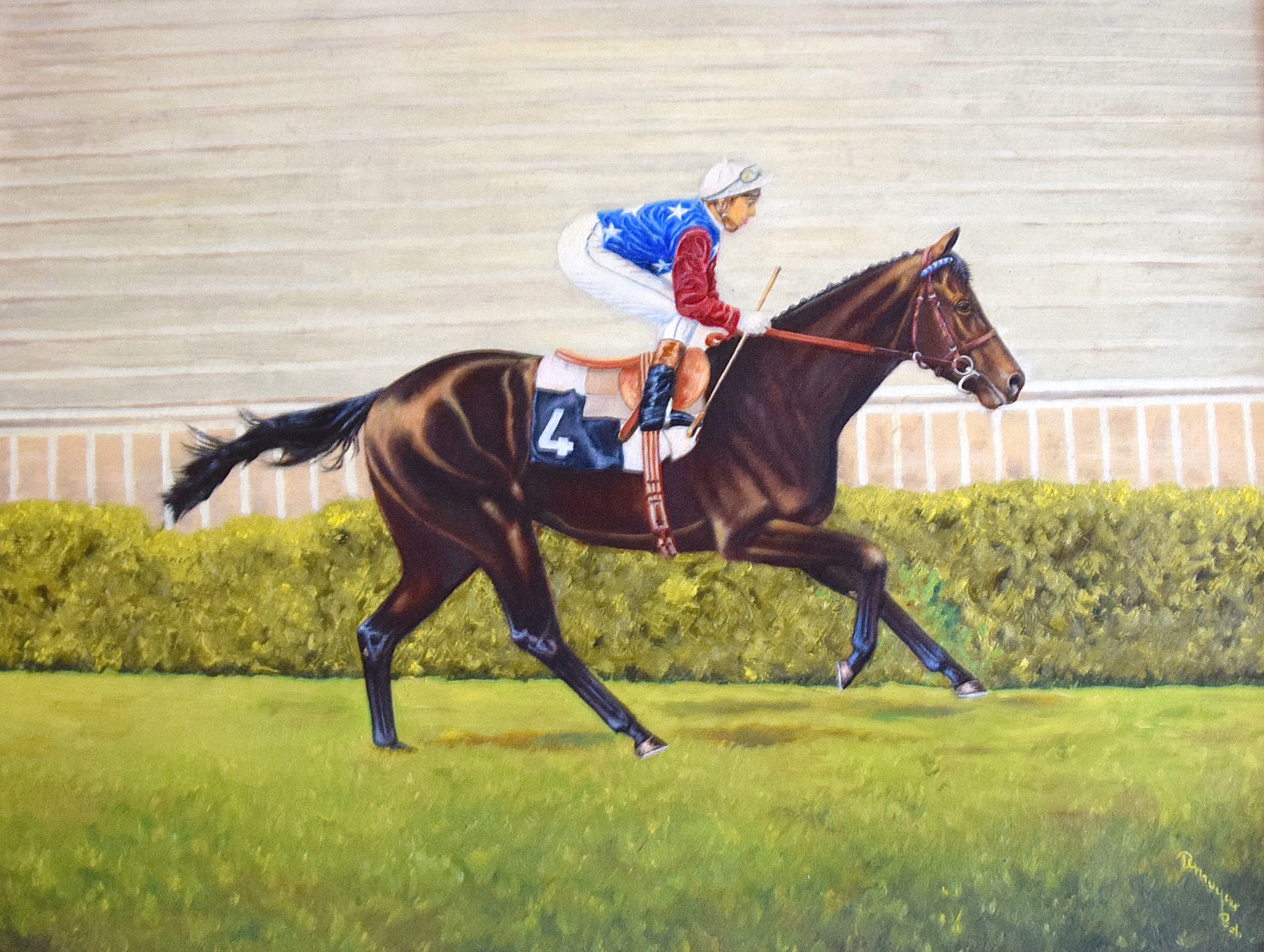
Gap of Dunloe, olio su tela
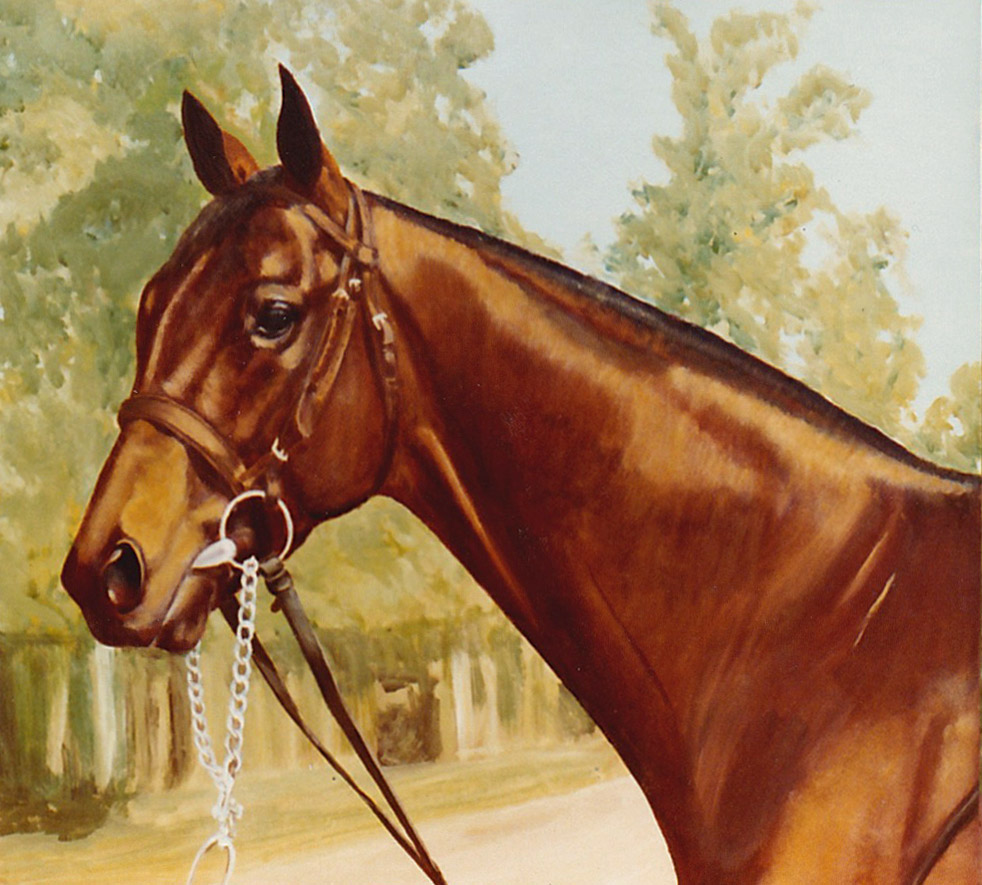
Norcliffe, olio su tela
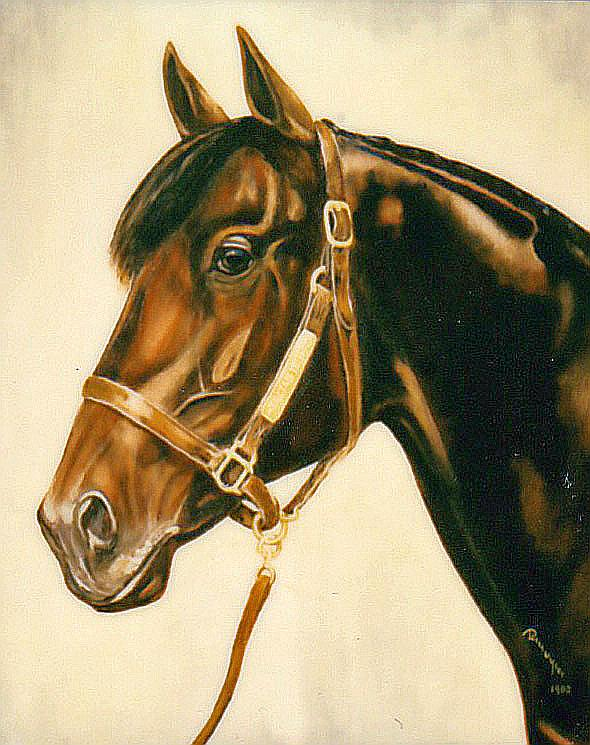
Shirley Heights, olio su tela
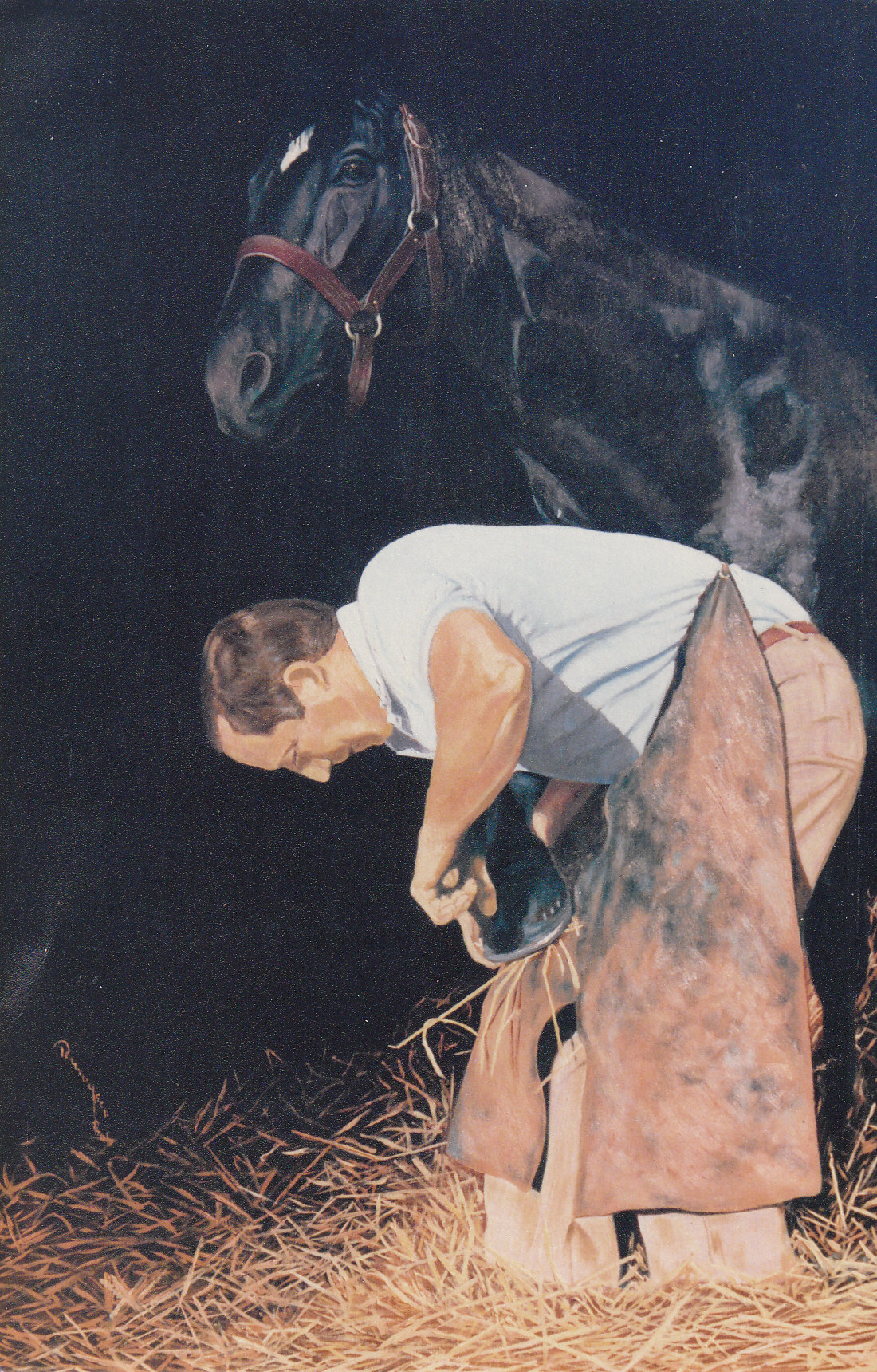
Il maniscalco, olio su tela
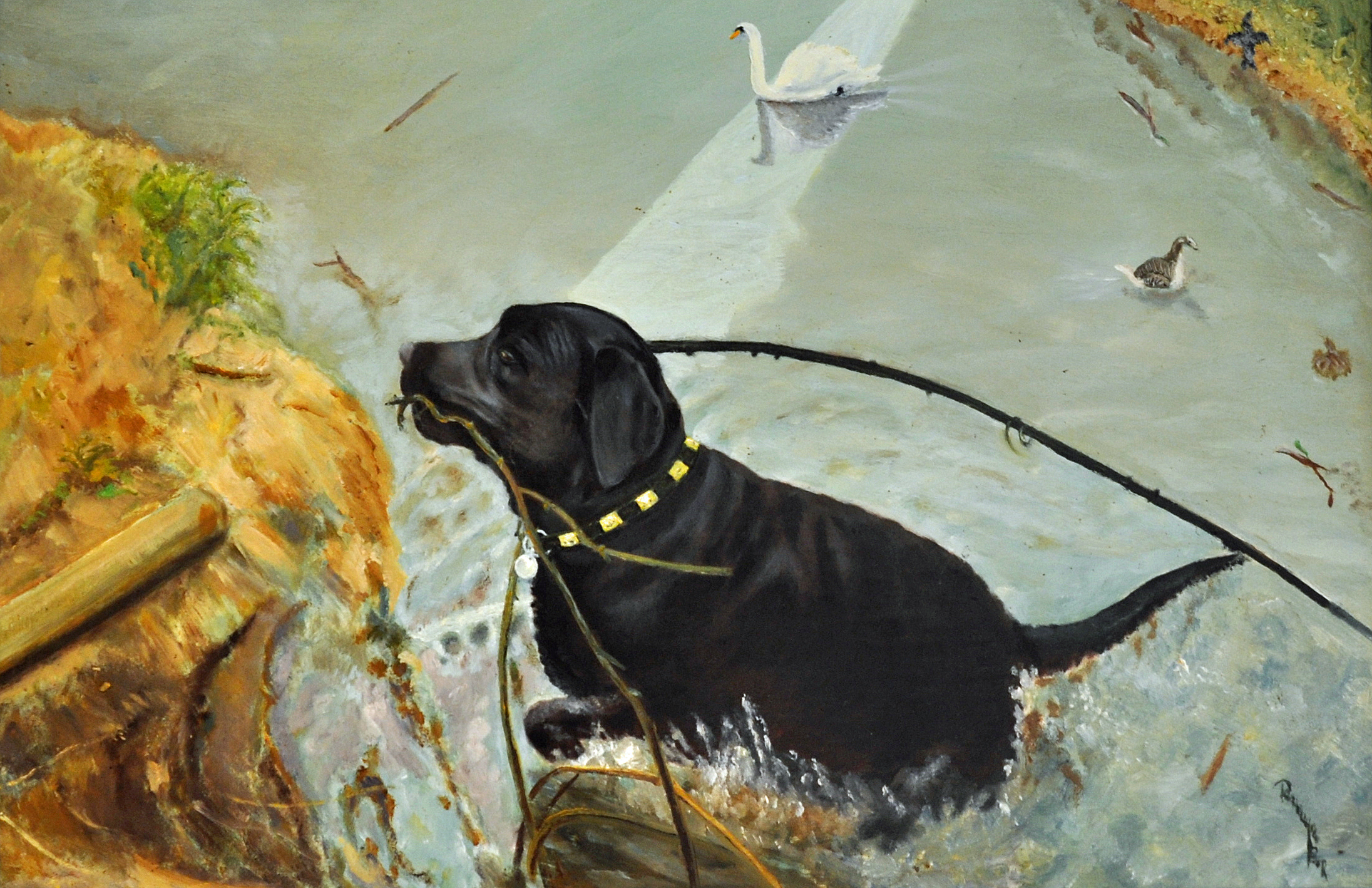
The Labrador retriever, olio su tela